# فأر متغاير
فأر متغاير (الاسم العلمي:Heteromys) هو جنس من الحيوانات يتبع فصيلة الفئران المتغايرة من رتبة القوارض.

## أنواع الفأر المتغاير
- ضرب الفأر المتغاير العادي (الاسم العلمي: Heteromys subg. Heteromys)
  - فأر متغاير ترينيدادي (الاسم العلمي:Heteromys anomalus)
  - فأر متغاير جنوبي (الاسم العلمي:Heteromys australis)
  - فأر متغاير ديماري (الاسم العلمي:Heteromys desmarestianus)
  - فأر متغاير جومري (الاسم العلمي:Heteromys gaumeri)
  - فأر متغاير جولدماني (الاسم العلمي:Heteromys goldmani)
- ضرب الفأر المتغاير الخشبي (الاسم العلمي: Heteromys subg. Xylomys)
  - فأر متغاير نيلسوني (الاسم العلمي:Heteromys nelsoni)
  - فأر متغاير جبلي (الاسم العلمي:Heteromys oresterus)